# Cycle du combustible nucléaire

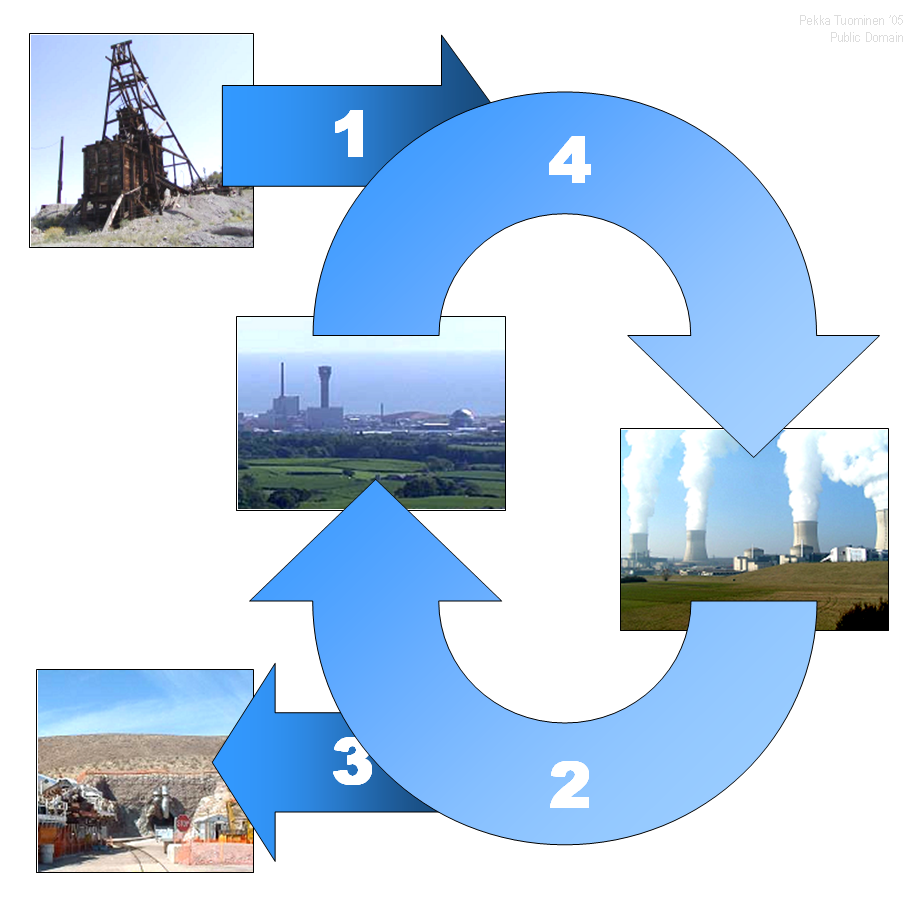
Schéma simplifié d'un cycle du combustible nucléaire :
(1) extraction-enrichissement-fabrication
(2) retraitement après usage
(3) stockage ou
(4) recyclage.

Le cycle du combustible nucléaire (ou chaîne du combustible nucléaire) est l'ensemble des opérations de fourniture de combustible aux réacteurs nucléaires, puis de gestion du combustible irradié, depuis l'extraction du minerai jusqu'à la gestion des déchets radioactifs. 
Ces opérations constituent les différentes étapes du cycle du combustible nucléaire qui interviennent en amont ou en aval du cycle selon qu'elles se déroulent avant ou après son irradiation dans un réacteur.
Plusieurs stratégies se distinguent par l'absence ou la présence d'étapes telles que l'enrichissement de l'uranium et le traitement du combustible irradié. 
En 2006, deux grandes catégories existent : les cycles sans recyclage qui considèrent tout le combustible irradié comme déchet et les cycles avec recyclage partiel consistant à extraire du combustible irradié déchargé des réacteurs tout ou partie des matières valorisables – c'est-à-dire susceptibles d'être réutilisées pour fournir de l'énergie – afin de fabriquer du combustible neuf.
Théoriquement, un cycle est dit ouvert, lorsque les matières valorisables du combustible irradié ne sont pas recyclées. Un cycle est dit fermé dans le cadre d'un recyclage des isotopes fissiles.

## Différents types de cycles
Pour pouvoir être réalisé industriellement, un réacteur nucléaire doit utiliser un isotope fissile, de demi-vie suffisamment longue et pouvant être produit industriellement. Les isotopes répondant à cette contrainte sont :
- l'uranium 235, isotope naturellement présent dans l'uranium à un taux de 0,72 % ;
- l'uranium 233, formé par irradiation à partir du thorium ;
- le plutonium 239 (et de manière secondaire le plutonium 241), formé par irradiation à partir de l'uranium 238.

Par ailleurs, un réacteur contiendra toujours un isotope fertile, qu'il soit naturellement mélangé au matériau fissile (cas de l'uranium naturel), ou qu'il soit nécessaire pour régénérer la matière fissile. Les deux isotopes fertiles présents dans la nature, que l'on peut utiliser dans un réacteur nucléaire, sont le thorium 232 et l'uranium 238.
Suivant les combinaisons possibles d'isotopes fissiles et fertiles, on peut donc schématiser les cycles de combustibles suivants :
- consommation d'235U et irradiation d'238U produisant du 239Pu : c'est le cycle nucléaire du XXe siècle, qui construit à partir de l'uranium naturel des stocks de plutonium pouvant servir à une utilisation ultérieure. L'uranium étant la seule matière fissile naturellement présente en quantités significatives, une industrie nucléaire s'amorce nécessairement par un tel cycle ;
- consommation de 239Pu et irradiation d'238U régénérant le 239Pu : c'est le cycle surgénérateur au plutonium, qui permet de valoriser tout l'uranium (uranium naturel ou uranium appauvri) comme ressource énergétique, nécessairement dans des réacteurs à neutrons rapides ;
- consommation d'235U ou de 239Pu et irradiation de thorium, pour produire de l'uranium 233 : c'est un cycle de transition nécessaire pour amorcer un cycle du thorium ultérieur ;
- consommation d'233U et irradiation de thorium régénérant l'233U : c'est le cycle du thorium, également surgénérateur, qui permet de valoriser tout le thorium comme ressource énergétique.

Le passage aux cycles surgénérateurs n'est possible que si des stocks suffisants d'235U enrichi et/ou de 239Pu ont été constitués : ces matières soulèvent d'évidents problèmes de prolifération nucléaire potentielle, mais sont par ailleurs nécessaires pour le passage à des cycles surgénérateurs.
Le cycle du thorium présente de nombreux avantages théoriques : le thorium est trois à quatre fois plus abondant que l'uranium, ce cycle produit beaucoup moins d'actinides mineurs[réf. nécessaire], et sa matière fissile, l'233U, est très peu propice à une prolifération nucléaire du fait de la faible quantité d'232U qu'elle contient, dont un descendant est très fortement irradiant (ce qui rend cet uranium très facile à détecter et dangereux à manipuler sans moyens élaborés). Son inconvénient est de ne pouvoir être atteint industriellement qu'après deux étapes intermédiaires (accumulation de 239Pu, puis d'233U).

## Étapes du cycle
Usuellement, le cycle du combustible est décomposé en une phase amont et une phase aval par rapport à l'irradiation en réacteur.

Illustration des notions d'amont et d'aval du cycle

Cette décomposition est quelque peu perturbée lorsque le cycle intègre des opérations de recyclage. En effet, le traitement du combustible est une étape de l'aval du cycle pour le combustible irradié. En revanche, le recyclage des matières valorisables est une étape de l'amont du cycle pour le combustible neuf fabriqué à partir de ces matières valorisables.

### Amont du cycle
Les opérations de l'amont du cycle consistent en l'extraction et la mise en forme physico-chimique des matières fissiles pour leur usage en réacteur. L'amont du cycle comprend jusqu'à quatre étapes.

#### Extraction minière de l'uranium naturel

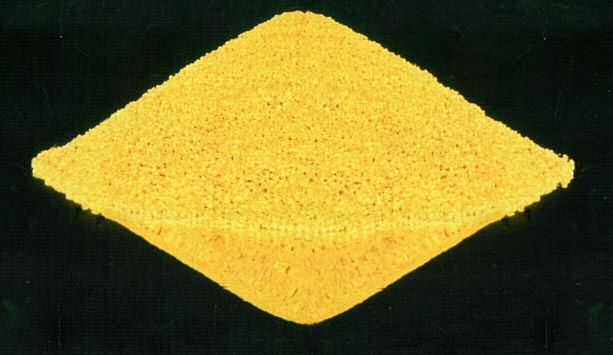
yellowcake

L'extraction de l'uranium naturel permet d'obtenir les ressources fissiles nécessaires à la fabrication du combustible. Elle est réalisée en 2 étapes. Le minerai, dont la teneur est de 1 à 2 kg d'uranium par tonne, est extrait d'une mine souterraine ou à ciel ouvert. Il est ensuite concentré par attaque et extraction chimique pour former le yellowcake, une pâte jaune dont la teneur est d'environ 750 kg d'U/t.
Les principaux pays producteurs sont le Canada et l'Australie. En 2006, la production mondiale annuelle était de l'ordre de 40 000 t d'uranium.

#### Conversion

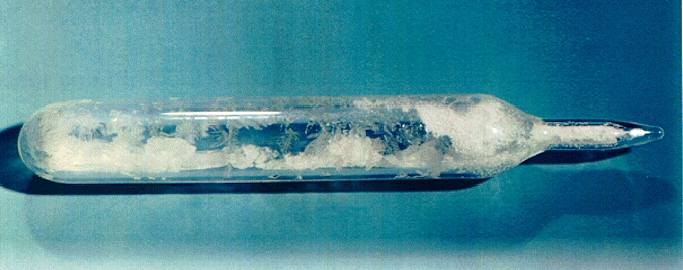
Hexafluorure d'uranium UF_{6}

Le yellowcake répond à des objectifs de facilité de transport (concentration). L'uranium y est concentré sous la forme d'octaoxyde de triuranium U3O8. Cependant, les techniques d'enrichissement de l'uranium actuellement mises en œuvre nécessitent la conversion préalable de l'U3O8 en hexafluorure d'uranium UF6.
La conversion est réalisée en deux étapes. Le raffinage par dissolution et extraction permet d'obtenir un nitrate d'uranyle UO2(NO3)2 de grande pureté (> 99,95 %). La conversion en elle-même met en œuvre une série de procédés chimiques (précipitation, calcination, réduction, fluoration et oxydation) pour obtenir l'hexafluorure d'uranium.
Les capacités mondiales de conversion sont réparties au sein des usines de douze pays : Canada, France (usine de Malvesi dans l'Aude et nouvelle usine Comurhex 2 à Tricastin dans la Drôme, inaugurée en septembre 2018), fédération de Russie, Royaume-Uni, États-Unis, Argentine, Brésil, Chine, République de Corée, Pakistan, Japon et Iran.

#### Enrichissement
L'UF6 obtenu au terme de l'étape de conversion chimique n'est pas directement exploitable en réacteur. En effet, les réacteurs à eau légère (REP et REB par exemple) sont caractérisés par des captures absorbantes dans le modérateur. Cette dégradation du bilan neutronique nécessite un surcroît de neutrons, fourni par l'emploi d'uranium enrichi en isotope 235. Les réacteurs modérés à l'eau lourde bénéficient d'un bilan neutronique suffisamment excédentaire pour fonctionner à l'uranium naturel. Le combustible destiné aux CANDU peut donc se passer de l'étape d'enrichissement.
L'augmentation de la teneur de l'uranium en son isotope 235 est l'étape dite d'enrichissement. Deux techniques sont actuellement mises en œuvre : la diffusion gazeuse et l'ultracentrifugation. À l'issue de cette étape, l'uranium enrichi (sous forme d'hexafluorure) peut servir à la fabrication de combustible tandis que l'uranium appauvri est entreposé pour utilisation ultérieure ou considéré comme déchet.
En 2001, les capacités mondiales d'enrichissement s'élevaient à 50 millions d'unités de travail de séparation ou UTS (travail nécessaire à la séparation d'un kilogramme d'uranium en deux lots de teneur isotopique différente) par an, réparties sensiblement à parité entre les deux techniques.

#### Fabrication du combustible

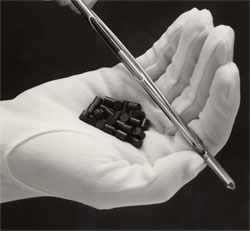
Pastilles combustibles UOX

L'étape de fabrication du combustible est destinée à donner aux matières nucléaires la forme physico-chimique adéquate pour une irradiation en réacteur. Les centrales électrogènes utilisent un combustible d'oxyde d'uranium UOX (Uranium OXide) ou un combustible métallique (réacteurs Magnox par exemple).
La première étape de la fabrication du combustible comprend la modification des caractéristiques physico-chimiques des matières fissiles. Cette étape est différente selon les filières. Les matières fissiles sont ensuite encapsulées dans des gaines pour constituer des crayons. Enfin, ces crayons sont mis en réseau dans des assemblages combustible.
De nombreux pays disposent d'usines de fabrication de combustible. En 2015, les capacités mondiales de fabrication sont de 14 669 tML/an (tML : tonnes de métal lourd) pour le combustible UOX des réacteurs à eau légère, 4 025 tML/an pour le combustible des réacteurs à eau lourde (majoritairement au Canada). Les autres usines de fabrication concernent le combustible AGR (au Royaume-Uni) ainsi que 245 tML/an de combustibles MOX (majoritairement en France) pour REP et RNR.

### Irradiation en réacteur
Lors de l'irradiation en réacteur, le combustible subit des modifications physico-chimiques dues aux réactions nucléaires sous flux neutronique.
- Un atome d'uranium 238 peut capturer un neutron pour former par désintégration radioactive β un atome de plutonium 239. D'autres isotopes de l'uranium et du plutonium peuvent se former par captures successives, de même que des transuraniens.
- Un atome de 233U, 235U, 239Pu ou 241Pu peut fissionner à la suite d'un choc avec un neutron thermique. Dans les réacteurs à neutrons rapides, d'autres isotopes sont fissiles. Il se forme alors deux produits de fission, dont certains sont gazeux. La production thermique ainsi que la formation de gaz au sein de la pastille conduisent à des déformations mécaniques (gonflement et dégradation). Par ailleurs, les variations thermiques conduisent à des déformations de la gaine (flambage).

L'usure du combustible est évaluée par son taux de combustion ou burnup en GW.jr/tML. Le combustible est d'autant mieux utilisé que le taux de combustion est élevé et l'enrichissement résiduel faible. Toutefois, de hauts taux de combustion détériorent la gaine et les caractéristiques neutroniques du cœur (sûreté des plans de chargement).
Après passage en réacteur, le combustible UOX irradié contient donc de l'uranium 235 et 238 avec un enrichissement moindre que dans le combustible neuf, d'autres isotopes de l'uranium en faibles quantités, du plutonium dont l'isotopie dépend du taux de combustion, des actinides mineurs et des produits de fission. Le combustible MOX irradié contient les mêmes composants en proportions différentes.
Il existe 440 réacteurs nucléaires en opération dans le monde en 2005.

### Aval du cycle
Les opérations de l'aval du cycle consistent à gérer les matières radioactives issues de l'irradiation du combustible. L'aval du cycle comprend des opérations de transformation physico-chimique du combustible irradié ainsi que la gestion à court et long terme des déchets radioactifs. La radioactivité des matières de l'aval du cycle conduit à l'émission de rayonnements ionisants ainsi qu'à un dégagement thermique important, ce qui contraint l'ensemble des procédés mis en œuvre.

#### Entreposage intermédiaire du combustible irradié
Le combustible déchargé des réacteurs est fortement irradiant gamma et neutron, car il contient une proportion importante de produits de fission à vie courte et très actifs. La décroissance radioactive de ces éléments dégage aussi une chaleur importante. La première phase de l'aval du cycle consiste donc à gérer le rayonnement et la thermicité des assemblages jusqu'à ce que la décroissance radioactive fasse disparaître les éléments à la durée de vie la plus courte.
Le combustible est tout d'abord stocké en centrale dans la piscine de stockage dédiée du bâtiment combustible. L'eau assure les rôles de radioprotection et de dissipateur thermique. Le stockage en eau dure a minima quelques années pour réduire les isotopes les plus actifs dont la durée de vie est inférieure à cette période. Le combustible irradié est ainsi plus facile à transporter.
Dans un second temps, le combustible irradié est placé dans un site d'entreposage. Cette étape permet de gérer les flux et la thermicité dans l'attente d'un stockage définitif ou d'un traitement. Usuellement, cet entreposage est réalisé en piscine. L'entreposage à sec (sous air ou atmosphère inerte) se développe toutefois rapidement, car son niveau de sécurité est meilleur face à l'hypothèse d'un accident qui romprait les piscines. Selon les démonstrations de sûreté, les entreposages peuvent s'envisager sur des durées de l'ordre de 50 à 100 ans.

#### Traitement du combustible irradié
Après irradiation en réacteur, le combustible usé contient des matières dites valorisables (uranium faiblement enrichi et plutonium principalement, actinides mineurs sous certaines hypothèses) et des produits de fission. Le traitement du combustible irradié consiste à séparer les matières valorisables des déchets. 
Selon le procédé de séparation mis en œuvre, les différents actinides peuvent être extraits isolément ou conjointement. Par exemple, le procédé PUREX extrait isolément l'uranium et le plutonium tandis que les produits de fission et les actinides mineurs sont extraits conjointement. À l'issue de ce procédé, les actinides mineurs et les produits de fission sont calcinés puis vitrifiés au sein d'une matrice inerte qui assure la stabilité physico-chimique du colis de déchets. Les autres matières disponibles sont le plutonium (sous forme métal ou oxyde), qui peut être utilisé conjointement avec de l'uranium appauvri afin de fabriquer du combustible MOX et l'uranium, dont l'enrichissement est égal à celui du combustible irradié.
Les capacités mondiales de traitement sont concentrées dans un nombre restreint de pays : France - Usine de retraitement de la Hague (1 700 tonnes par an), Royaume-Uni - Sellafield (900 tonnes par an), Russie - Mayak (400 tonnes par an) et Japon (14 tonnes par an) pour les combustibles des réacteurs à eau légère, Royaume-Uni (1 500 tonnes par an) et Inde (275 tonnes par an) pour les autres combustibles. L'usine de retraitement de West Valley aux États-Unis est arrêtée depuis 1972.

#### Entreposage des déchets radioactifs et des combustibles irradiés
Les déchets du procédé de traitement (produits de fission et actinides mineurs vitrifiés dans le cadre du procédé PUREX, coques et embouts compactés, etc.) sont entreposés dans l'attente d'une solution définitive d'évacuation. Dans le cadre d'un cycle sans traitement, les combustibles irradiés sont considérés comme des déchets. Cet entreposage, qui vise une durée supérieure à celle requise pour l'entreposage intermédiaire, consiste à conditionner les matières radioactives puis à les entreposer dans des ouvrages en surface ou sub-surface sur une durée séculaire ou pluri-séculaire.
Pendant la période d'entreposage, les isotopes radioactifs décroissent, ce qui diminue à la fois l'activité et la thermicité des matières entreposées. Au terme de cette étape, les matières radioactives sont donc plus faciles à manipuler (pour un éventuel traitement) et moins contraignantes en ce qui concerne l'émission de chaleur dans l'optique d'un stockage en couche géologique.
Le 30 septembre 2003, un centre d'entreposage est mis en service aux Pays-Bas avec une durée de vie prévisionnelle de 100 ans : l'installation HABOG, exploitée par COVRA.

#### Stockage en couche géologique profonde

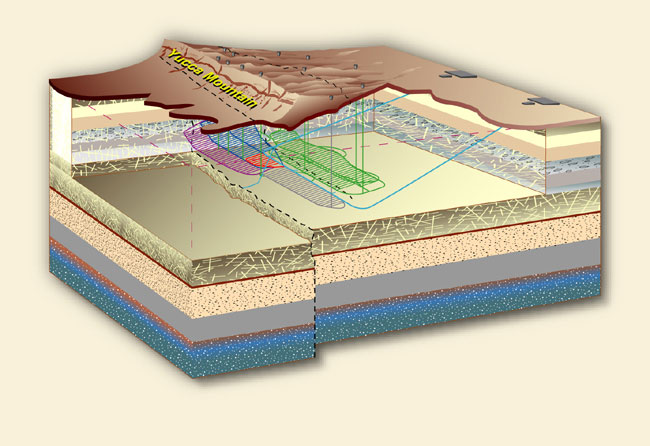
Schéma de principe du projet Yucca Mountain

Le stockage en couche géologique profonde consiste à conditionner les déchets, puis à les disposer dans des ouvrages souterrains adaptés. Certains types de déchets, tels ceux de haute activité et à vie longue (y compris éventuellement des assemblages de combustible irradié) et ceux de moyenne activité et à vie longue, émettent pendant des durées pluri-séculaires ou pluri-millénaires des rayonnements ionisants. L'objectif d'un stockage profond est de garantir l'absence d'impact de ces déchets sur le long terme, en situation normale ou dégradée.
En 2006, il existe plusieurs laboratoires de recherche souterrains dans le monde, destinés à l'évaluation de la faisabilité des différents concepts. Différentes formations-hôtes sont étudiées : tuf, granite, sel, argile, etc. Une installation pilote existe aux États-Unis pour le stockage de déchets militaires (WIPP). Il a accueilli des déchets transuraniens à partir de 1999, mais a été fermé en février 2014 à la suite d'un incident. Il est rouvert en 2016, pour une activité limitée. En 2016, plusieurs éboulements  compromettent sa remise en service. Quelques pays ont avalisé ce mode de gestion de long terme.

### Transport du combustible nucléaire et des matières radioactives

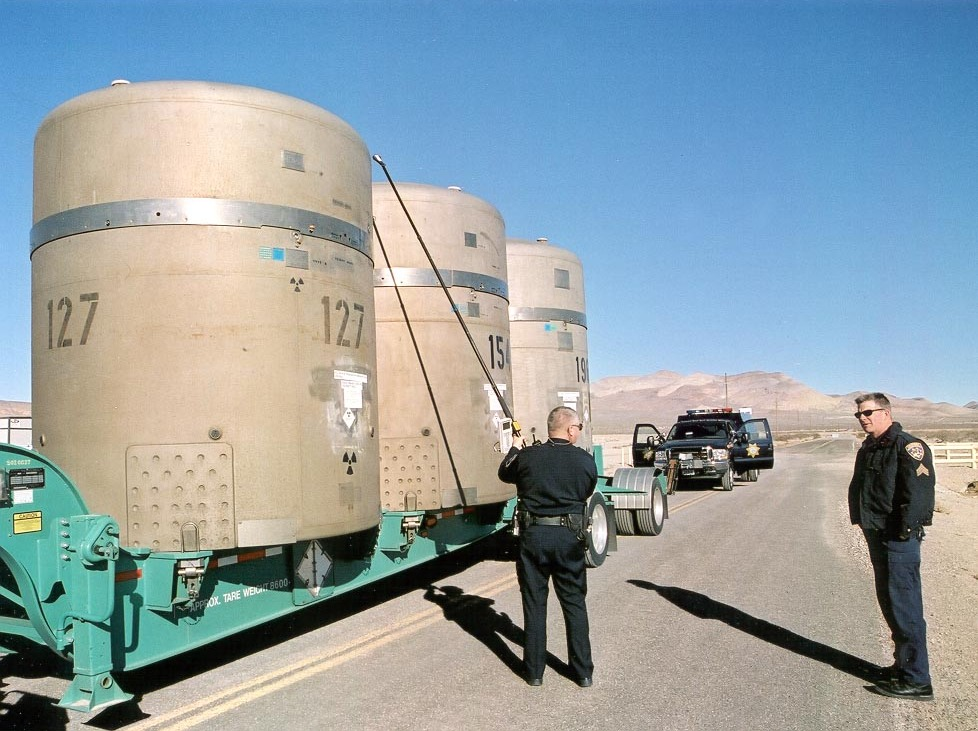
Colis de déchets transuraniens

Bien que le transport n'opère pas en lui-même de transformation du combustible, il fait partie intégrante du cycle du combustible. Les matières radioactives sont transportées sous forme solide, mis à part l'hexafluorure d'uranium considéré comme un gaz. Le transfert des assemblages neufs et usés ainsi que des matières radioactives et des déchets est réalisé dans des emballages spécifiquement conçus.
Les contraintes liées à la radioactivité varient selon l'activité des matières. Alors que les assemblages neufs de combustible uranium émettent peu et ne nécessitent pas de blindage, le combustible usé de même que les déchets de haute-activité demandent des précautions spécifiques.

## Difficultés techniques spécifiques
Plusieurs difficultés sont spécifiques au secteur du nucléaire (notamment en fin de cycle), ils concernent principalement la radioprotection, la gestion des déchets radioactifs et certains problèmes de corrosion,.
Le cycle complet du combustible nécessite en outre une haute technicité, des protocoles de sécurité et des installations de grande taille qui ne sont pas à la portée de nombreux 'petits' pays.

## Cycles du combustible actuellement mis en œuvre
La description des différents cycles est avant tout théorique. Dans la pratique, la gestion du parc est rarement figée à long terme et différentes options sont envisagées en fonction de l'évolution du contexte.

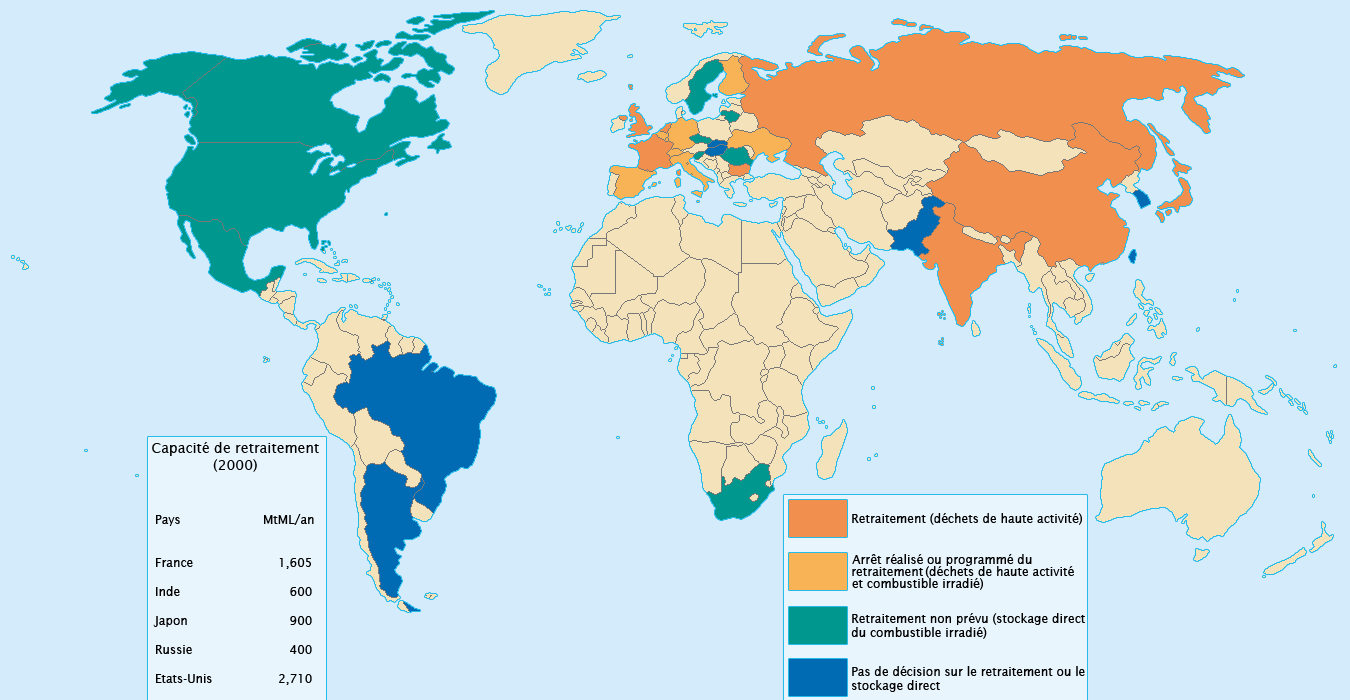
Stratégies de gestion du combustible irradié mises en œuvre en 2002

Les cycles peuvent être comparés par leur bilan matière. Chaque étape du cycle produit des déchets dont la quantité peut être rapportée à la production électrique obtenue in fine. Les comparaisons s'appuient sur le calculateur de l'association WISE avec les paramètres par défaut et une production de 1 GW.ane.

### Cycle à stockage direct

#### Théorie

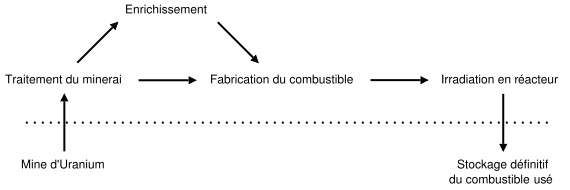
Cycle à stockage direct

Le cycle à stockage direct (sans traitement) appelé once-through par les anglo-saxons, ce cycle est le plus classique.
Le combustible uranium est irradié en réacteur puis entreposé pour stockage sans traitement (autre que conditionnement). Dans le cadre de ce scénario de cycle, le combustible irradié est considéré comme déchet ultime.
Plusieurs filières de réacteur sont utilisées avec un tel cycle : REP, REB, CANDU notamment.
| Filière | Enrichissement | Taux de combustion (GW.jr/tML) | Résidus miniers (t) | Résidus de concentration (t) | Déchets de conversion sol (t) / liq (m³) | Uranium appauvri (t) | Déchets de fabrication sol (m³) / liq (m³) | Combustible irradié (t) |
| REP     | 3,6 %          | 42                             | 540 000             | 110 000                      | 145 / 1344                               | 181                  | 12,7 / 229                                 | 28,8                    |
| REB     | 3 %            | 37                             | 500 000             | 100 000                      | 134 / 1248                               | 163                  | 14,4 / 260                                 | 32,7                    |
| CANDU   | 0,71 %         | 7                              | 400 000             | 80 000                       | 108 / 1002                               | 0                    | 76,3 / 1373                                | 173                     |

La comparaison des 3 filières fait apparaître un arbitrage entre l'amont et l'aval du cycle. Un réacteur produit d'autant plus de déchets de faible activité (résidus miniers notamment) qu'il produit moins de déchets de haute activité (combustible irradié). C'est donc un arbitrage entre le volume des déchets et leur activité qui peut être réalisé à travers le choix d'une filière.

#### Mise en œuvre
Il est une bonne approximation de la stratégie mise en œuvre pour le parc électronucléaire de 6 pays : États-Unis, Canada, Suède, Finlande, Espagne et Afrique du Sud.

### Cycle uranium avec mono-recyclage du plutonium

#### Théorie
Le combustible uranium enrichi est irradié en réacteur, avec un taux de combustion réduit par rapport à celui du cycle à stockage direct. Le combustible UOX irradié contient alors du plutonium avec une isotopie favorable (seuls les isotopes impairs du plutonium sont fissiles en spectre thermique).
| Isotope  | Masse en kg/TWhe | Fraction isotopique |
| -------- | ---------------- | ------------------- |
| 238      | 0,6              | 1,6 %               |
| 239      | 22,3             | 58,7 %              |
| 240      | 8,6              | 22,6 %              |
| 241      | 4,6              | 12,1 %              |
| 242      | 1,9              | 5,0 %               |
| Total Pu | 38               | 100 %               |

Cycle avec mono-recyclage du plutonium

soit 0,33 t de plutonium (métal) pour 1 GW ane pour se ramener à la même unité que pour le cycle à stockage direct.
Le combustible irradié est traité pour en extraire le plutonium qui, mélangé avec de l'uranium appauvri issu de l'étape d'enrichissement, est recyclé en combustible MOX (mixed oxide) neuf. Ce nouveau combustible est alors introduit en réacteur pour produire de l'énergie.
L'uranium issu du traitement, de même que les produits de fission et les actinides mineurs, sont des déchets ultimes destinés au stockage définitif. Le combustible MOX irradié est aussi un déchet ultime (pas de multi-recyclage). Sa thermicité nécessite un entreposage plus long que celui des autres déchets avant mise en stockage définitif.
La base de comparaison retenue pour ce cycle est un parc chargé à 75 % en UOX destiné à un taux de combustion de 33 GW jr/tML et à 25 % en MOX destiné à un taux de combustion de 43,5 GW jr/tML. Dans un tel cycle, le plutonium formé dans le combustible UOX est intégralement utilisé pour la fabrication de combustible MOX. Le plutonium de seconde génération (formé dans le combustible MOX irradié) n'est pas recyclé.
| Filière        | Enrichissement | Taux de combustion (GW.jr/tML) | Résidus miniers (t) | Résidus de concentration (t) | Déchets de conversion sol (t) / liq (m³) | Uranium appauvri (t) | Déchets de fabrication sol (m³) / liq (m³) | Combustible irradié (t)   |
| REP UOX - 75 % | 3,2 %          | 33                             | 460 000             | 90 000                       | 122 /1127                                | 149                  | 12,2 / 218                                 | déchets de traitement     |
| REP MOX - 25 % | 5,3 % (en Pu)  | 43,5                           | -                   | -                            | - / -                                    | -6                   | 3,1 / 55                                   | 7                         |
| Total          | -              | -                              | 460 000             | 90 000                       | 122 / 1127                               | 143                  | 15,3 / 273                                 | 7 + déchets de traitement |

Ce cycle peut être comparé au cycle à stockage direct REP. Le mono-recyclage du plutonium permet une économie de ressources naturelles, ainsi qu'une moindre production de déchets dans l'amont du cycle. Le traitement du combustible usé conduit à isoler le plutonium, ce qui est défavorable vis-à-vis de la non-prolifération. Les quantités de combustible usé à stocker définitivement sont moins importantes que dans le stockage direct d'un facteur 4, mais la thermicité est défavorable. Le traitement du combustible usé permet une concentration des matières les plus actives et ainsi de spécialiser la gestion des déchets ultimes.

#### Mise en œuvre
Ce cycle théorique est une bonne approximation du cycle actuellement mis en œuvre par la France, l'Allemagne et la Belgique (parmi d'autres). En France par exemple, les réacteurs qualifiés pour utiliser du MOX (dits moxables) sont 20 REP 900 MW. Environ un tiers du cœur est chargé en combustible MOX tandis que les autres assemblages contiennent du combustible UOX. Les démonstrations de sûreté inhérentes à la conduite d'un réacteur ne permettent pas, en 2006, de charger plus de MOX dans un REP. Le réacteur EPR est conçu pour accepter jusqu'à 50 % de combustible MOX. En 2006, les États-Unis projettent de recourir au traitement des combustibles irradiés ainsi qu'au recyclage du plutonium militaire.

### Cycle uranium de traitement

#### Théorie
Selon la gestion de cœur retenue (taux de combustion atteint notamment), l'enrichissement résiduel du combustible irradié est supérieur à la teneur en isotope 235 de l'uranium naturel. Il existe ainsi un potentiel de recyclage de cet uranium.

Cycle avec mono-recyclage de l'uranium

Dans ce scénario, le combustible UOX déchargé est traité afin d'isoler l'uranium. Cet uranium de retraitement (URT) est alors ré-enrichi (URE). Il peut alors être utilisé pour fabriquer du combustible neuf. Ce combustible est alors introduit en réacteur au côté d'assemblages UOX "classiques".
L'uranium du combustible irradié possède une isotopie dégradée par rapport à l'uranium neuf. La proportion de l'isotope 236 augmente. Or, cet isotope agit comme un poison neutronique par des captures stériles. Par ailleurs, les impuretés formées au cours de l'irradiation complexifient le traitement. Pour ces raisons, en 2006, le traitement n'est envisagé que pour l'uranium de première génération. Le multi-recyclage n'est considéré qu'à plus long terme.
| Filière        | Enrichissement | Taux de combustion (GW.jr/tML) | Résidus miniers (t) | Résidus de concentration (t) | Déchets de conversion sol (t) / liq (m³) | Uranium appauvri (t) | Déchets de fabrication sol (m³) / liq (m³) | Combustible irradié (t)     |
| REP UOX - 82 % | 3,6 %          | 42                             | 440 000             | 90 000                       | 118 /1097                                | 148                  | 10.4 / 187                                 | déchets de traitement       |
| REP URT - 18 % | 3,6 %          | 42                             | -                   | -                            | - / -                                    | 18                   | 2.7 / 48                                   | 5.3                         |
| Total          | -              | -                              | 440 000             | 90 000                       | 118 / 1097                               | 166                  | 13.1 / 235                                 | 5.3 + déchets de traitement |

Par rapport à un cycle REP à stockage direct avec un taux de combustion identique, il y a un gain au niveau de la consommation de ressources, une moindre quantité de combustible irradié à stocker définitivement mais des déchets de traitement à gérer.
Ce cycle peut aussi être combiné avec un recyclage du plutonium.

#### Mise en œuvre
De nombreux pays ont développé des programmes de recyclage de l'URT (notamment Suède, Belgique, Royaume-Uni ou encore Russie) et l'uranium de retraitement enrichi est actuellement utilisé comme
combustible dans les 4 tranches de la centrale nucléaire de Cruas, en France. L'utilisation de l'uranium de retraitement est favorisée dans un contexte de prix de l'uranium élevé.

## Cycles du combustible prospectifs
Le développement des réacteurs de nouvelle génération s'accompagne de la mise au point de systèmes nucléaires au sens large qui intègrent le cycle du combustible. Ces cycles doivent répondent plus efficacement aux objectifs de développement durable, tout en intégrant les contraintes techniques, économiques et (géo)politiques.

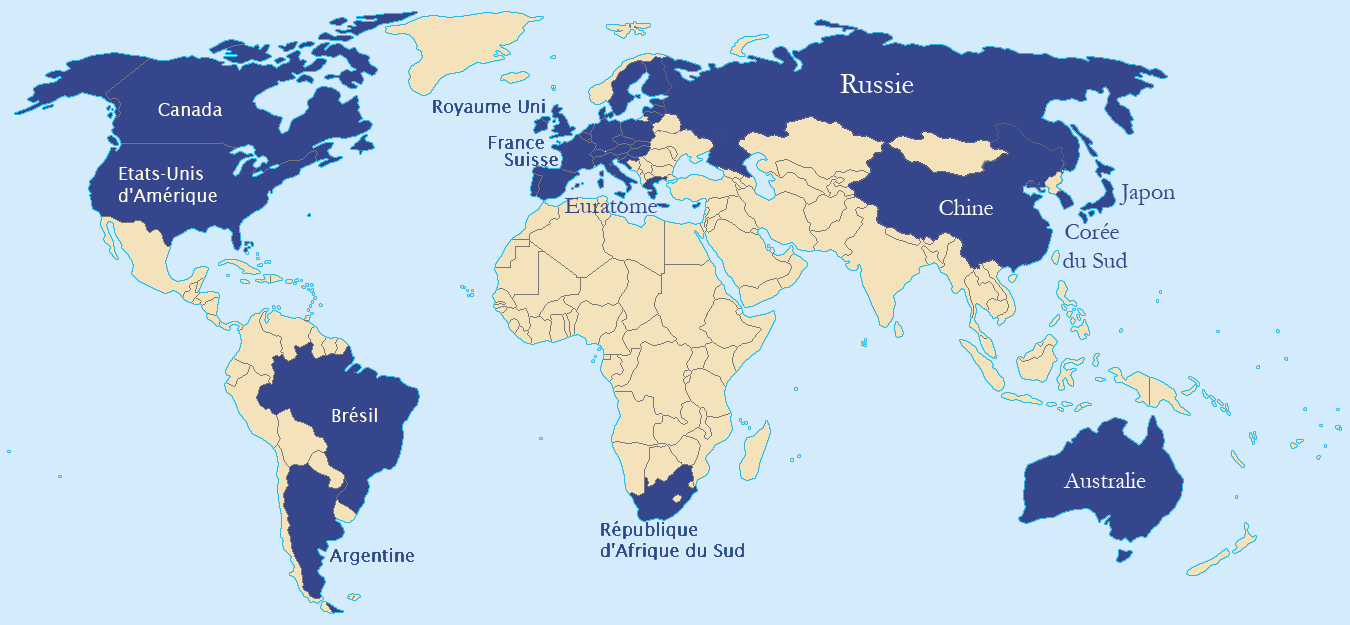
Pays participants au Forum International Generation IV

À l'initiative du DOE (Département à l'Énergie) américain, la recherche sur les systèmes nucléaires de nouvelle génération a été internationalisée au sein du Forum International Génération 4. Cette collaboration vise à développer et promouvoir des systèmes nucléaires selon les critères :
- de durabilité (sustainability), que ce soit en matière de consommation de ressources ou de production de déchets,
- de performance économique par rapport aux autres énergies, ainsi que de maîtrise des risques financiers,
- de sûreté et de fiabilité,
- de résistance à la prolifération et aux menaces terroristes.

D'autres pays ne participent pas directement au Forum International Génération 4 mais poursuivent leurs propres recherches, bien souvent en collaboration avec les pays membres du forum.
En 2006, le Département à l'énergie américain lance un nouveau projet de coopération internationale relatif aux techniques de traitement du combustible usé : le partenariat mondial pour l'énergie nucléaire.
Enfin, les pays qui ont décidé l'abandon de l'énergie nucléaire adaptent leur cycle en fonction de leur stratégie de gestion du combustible irradié.

### Cycles classiques avec haut taux de combustion

#### Théorie
Depuis le début de la production électronucléaire, les exploitants cherchent à augmenter les taux de combustion par de nouveaux plans de chargement et des innovations techniques sur les crayons (poisons consommables et nouvel alliage de gaine par exemple). Cela consiste principalement en une augmentation de l'enrichissement initial du combustible (en uranium 235 ou en plutonium). Il existe ainsi une réserve de réactivité plus importante en début de cycle d'irradiation, ce qui permet de maintenir les crayons en cœur plus longtemps et donc d'augmenter le taux de combustion.
| Filière              | Enrichissement | Taux de combustion (GWj/tML) | Résidus miniers (t) | Résidus de concentration (t) | Déchets de conversion sol (t) / liq (m³) | Uranium appauvri (t) | Déchets de fabrication sol (m³) / liq (m³) | Combustible irradié (t) |
| REP UOX - 33 GWj/tML | 3,2 %          | 33                           | 610 000             | 120 000                      | 162 / 1503                               | 199                  | 16.2 / 291                                 | 36.7                    |
| REP UOX - 42 GWj/tML | 3,6 %          | 42                           | 540 000             | 110 000                      | 145 / 1344                               | 181                  | 12.7 / 229                                 | 28.8                    |
| REP UOX - 60 GWj/tML | 5 %            | 60                           | 540 000             | 110 000                      | 144 / 1340                               | 188                  | 8.9 / 160                                  | 20.2                    |

Le taux de combustion final du combustible définit, avec la gestion du cœur (rechargement en 1/3, 1/4, etc.), la durée des cycles entre chaque arrêt de tranche pour rechargement. En allongeant la durée des cycles d'irradiation, l'augmentation des taux de combustion assure une meilleure disponibilité des centrales. Par ailleurs, les ressources fissiles sont utilisées plus efficacement.
Les limitations à cette augmentation proviennent des contraintes de sûreté de fonctionnement ainsi que du comportement mécanique des crayons :
- la réactivité supplémentaire introduite en début de cycle d'irradiation doit être compensée par une augmentation de la concentration en bore dans l'eau du circuit primaire -limitée par la solubilité du bore- ainsi que par des crayons contenant des poisons consommables et dont l'anti-réactivité décroît au fur et à mesure de l'irradiation. Ces dispositions modifient le comportement du réacteur, en particulier en cas d'accident de vidange ;
- l'usure thermo-mécanique des gaines peut conduire à des phénomènes de flambage des crayons qui, en cas d'arrêt d'urgence, gêneraient la descente des barres. Des tests périodiques sont ainsi conduit en cours de cycle pour vérifier le bon fonctionnement des barres d'arrêt.

Considérant les réacteurs innovants, les RNR à caloporteur sodium sont conçus pour des taux de combustion jusqu'à 100 GWj/tML. le développement des combustibles à confinant graphite (boulets notamment) pour les réacteurs à haute ou très haute température permet d'envisager des taux de combustion bien plus importants, de plusieurs centaines de GWj/tML.

#### Mise en œuvre
Le développement de nouveaux alliages de gaine (alliage M5 d'Orano notamment) permet d'atteindre de plus hauts taux de combustion dans les REP grâce aux propriétés mécaniques améliorées. Ainsi, en France, EDF envisage des taux de combustion de 52 puis 60 GWj/tML pour le futur.

### Multi-recyclage du plutonium en réacteurs à neutrons thermiques type REP

#### Théorie
Le combustible MOX irradié déchargé des réacteurs à eau légère contient encore une quantité significative de plutonium fissile. Le multi-recyclage du plutonium consiste à traiter ce combustible irradié pour en extraire les matières valorisables puis fabriquer du combustible neuf. Dans ce scénario, les actinides mineurs et les produits de fission sont des déchets ultimes mis en stockage définitif.
La mise en œuvre d'un tel cycle apparaît délicate au-delà de 2 recyclages du fait de la montée des isotopes pairs dans le plutonium, isotopes qui ne sont pas fissiles en spectre thermique.
| Isotope              | Masse initiale (kg/TW.he) | Isotopie initiale | Masse après irradiation (+4 ans) (kg/TW.he) | Isotopie après irradiation |
| 238                  | 6.8                       | 2,9 %             | 7.5                                         | 4,4 %                      |
| 239                  | 126                       | 53,0 %            | 63.5                                        | 37,4 %                     |
| 240                  | 59.5                      | 25,0 %            | 52.8                                        | 31,1 %                     |
| 241                  | 26.9                      | 11,3 %            | 24.6                                        | 14,5 %                     |
| 242                  | 18,7                      | 7,9 %             | 21,5                                        | 12,7 %                     |
| Total isotopes pairs | 85                        | 35,8 %            | 81,8                                        | 48,2 %                     |

Dans un combustible UOX irradié, la fraction des isotopes pairs est de l'ordre de 31,4 % pour un combustible à 33 GWj/tML à 39,1 % pour un taux de combustion de 60 GWj/tML.

#### Mise en œuvre
En 2006, le multi-recyclage n'est pas mis en œuvre pour des contraintes de sûreté de fonctionnement.

### Cycles surrégénérateurs
La surrégénération est la propriété d'un cycle au cours duquel la quantité de matière fissile formée est supérieure à la quantité de matière fissile consommée. Le taux de surrégénération est la quantité de matière fissile finale rapportée à la quantité de matière fissile initiale.
Dans un réacteur avec une bonne économie de neutrons, les matériaux fertiles (disposés en couvertures ou bien mélangés aux fissiles) capturent des neutrons afin de former des matières fissiles. Étant donné que le nombre de neutrons émis par fission est supérieur à deux, il y a théoriquement la possibilité de fabriquer plus de matière fissile qu'il n'y en a de consommée. En effet, il faut un neutron pour alimenter la réaction nucléaire en chaîne et un neutron pour régénérer le combustible. Les neutrons excédentaires sont alors capturés pour fabriquer un surcroit de matière fissile.
En pratique, les captures dans les structures et le caloporteur réduisent la quantité de neutrons disponible, ce qui constitue la contrainte première concernant le choix du caloporteur et de l'éventuel modérateur.
Un cycle surrégénérateur correspond donc au multi-recyclage des matériaux fissiles. Le stock de matières fissiles initial (plutonium ou uranium 233 de retraitement, uranium enrichi) est reconstitué par captures fertiles et n'est donc pas consommé. Les ressources naturelles consommées correspondent uniquement aux matières fertiles (uranium 238 et thorium).

#### Cycles en réacteurs à neutrons rapides

##### Théorie
Un spectre rapide est obtenu lorsque le flux neutronique n'est pas modéré. Pour ce faire, le caloporteur ne doit pas être modérateur (le fluide caloporteur ne doit pas ralentir les neutrons avant qu'ils atteignent un nouveau noyau fissile). Ainsi, la recherche d'un taux de surrégénération élevé conduit à privilégier un caloporteur peu capturant. Ces cycles impliquent ainsi des réacteurs à caloporteur gaz, sodium ou plomb-bismuth.
Dans un réacteur à neutrons rapides, la surrégénération est obtenue par le traitement du combustible irradié et des couvertures fertiles disposées en périphérie de cœur. Le plutonium est particulièrement performant en spectre rapide et un cycle uranium 238/plutonium est donc préféré à un cycle thorium/uranium 233 (qui reste envisageable).

##### Mise en œuvre
Le cycle surrégénérateur en spectre rapide est le concept développé initialement en France avec les réacteurs "Rapsodie", "Phenix" et "Superphénix". Un réacteur à caloporteur sodium d'origine soviétique a fonctionné au Kazakhstan et produit de l'eau potable par dessalement et de la chaleur pour alimenter un réseau de chauffage urbain. D'autres pays ont étudié ce cycle et font ou ont fait fonctionner des réacteurs de ce type, notamment le Japon et l'Inde.

#### Cycles en réacteur à neutrons thermiques
Comme pour les réacteurs rapides, des cycles uranium 238/plutonium ou thorium/uranium 233 sont envisageables. Considérant les bonnes propriétés neutroniques de l'uranium 233 en spectre thermique et épithermique, le cycle au thorium est privilégié.

### Recyclage des actinides mineurs

#### Théorie
Le combustible UOX ou MOX irradié contient de l'uranium et du plutonium, des produits de fission et des actinides mineurs (américium, curium et neptunium). Alors que les produits de fission sont des déchets, les actinides mineurs sont potentiellement utilisables. Le recyclage des actinides mineurs consiste ainsi en leur séparation des autres composants du combustible irradié, puis leur irradiation en réacteur.
Selon l'état-de-l'art des recherches menées en 2006, la faisabilité du recyclage des actinides mineurs en réacteur à eau légère est délicate sinon impossible. Le recyclage des actinides mineurs est envisagée dans des réacteurs à neutrons rapides ou dans des réacteurs hybrides type ADS (Accelerator Driven System ou réacteur piloté par accélérateur).
Les différents cycles associés dépendent :
- du degré de séparation des actinides mineurs (isolation des 3 actinides, séparation conjointe du plutonium et de l'américium, etc.),
- de la possibilité de générer de l'énergie avec l'irradiation des actinides.

Sur la base des cycles actuellement mis en œuvre, le recyclage des actinides mineurs peut prendre la forme d'un cycle de production d'actinides mineurs dans des REP électrogènes avec leur élimination dans des réacteurs électrogènes (réacteurs à neutrons rapides) ou dans des réacteurs "brûleurs" non électrogènes (réacteurs hybrides pilotés par accélérateur).

#### Mise en œuvre
D'importantes recherches sont menées au niveau international sur le recyclage des actinides mineurs. En France, les expérimentations dans les installations Atalante (séparation poussée) ou Phénix (transmutation) menées dans le cadre de la Loi Bataille participe de ces travaux.

### Cycle DUPIC

#### Théorie
L'acronyme DUPIC signifie Direct Use of PWR fuel in CANDU. C'est donc l'utilisation du combustible uranium enrichi irradié en réacteur à eau sous pression dans des réacteurs à eau lourde CANDU.
Lorsque le combustible uranium est déchargé des REP, sa teneur en uranium 235 reste supérieure à celle de l'uranium naturel. Étant donné les très bonnes performances neutroniques des réacteurs CANDU (peu de captures stériles dans le modérateur), il est possible de fabriquer un combustible CANDU à partir du combustible irradié en REP sans étape de ré-enrichissement intermédiaire.

#### Mise en œuvre
L'économie de ce cycle est discutable car le cycle DUPIC implique de ne pas élever les taux de combustion en REP, ce qui n'est pas favorable du point de vue de la consommation des ressources en uranium. Le cycle DUPIC n'est pas mis en œuvre en 2006 et les recherches à son propos sont en suspens, notamment en Corée du Sud.

### Calendrier des cycles prospectifs
En France, la loi 2005-781 définissant les orientations de la politique énergétique française fixait l'objectif de la mise en service d’un prototype de réacteur de quatrième génération en 2020. En 2014, le CEA espérait seulement en obtenir l'autorisation de construction vers 2019, et au niveau mondial aucun modèle commercial n'était attendu avant 2040-2050.
Selon Stanislas Subbotin, de l’Institut Kurchatov, interrogé par l'OPECST, les difficultés posées par la fermeture du cycle du combustible sont telles (en matière d'investissement en équipements de retraitement notamment), que cela « donne à penser que des stratégies d’attente vont prévaloir à court terme dans ce domaine, repoussant au XXIIe siècle la perspective d’une fermeture véritable du cycle ».
Une vision du cycle du combustible selon le concept « renouvelable » a été proposée à l’Université de Lancaster au Royaume-Uni. Le cycle commence par l’extraction de l’uranium de l’eau de mer en utilisant des déchets de biomasse plongés en sac poreux dans l’eau de mer de refroidissement de centrales nucléaires côtières. Après un temps de contact de l’ordre du mois, les échantillons sont séchés, brûlés et l’uranium est recueilli de la cendre par procédé hydro-métallurgique classique.
Le cycle est complété par la consommation de l’uranium naturel sous forme de chlorure (37-Cl) en réacteur à sel fondu rapide. Elle permet de brûler l’entièreté de l’uranium extrait de l’eau de mer de refroidissement d’un réacteur à sel fondu rapide pendant un an. Le travail de R&D sur le réacteur est réalisé en collaboration avec TEI. Le développement du réacteur à sel fondu rapide pourrait avoir lieu en fin de la décennie 2020.
Une équipe de chercheurs publie en juin 2023 un article montrant que, pour contribuer de façon significative à la lutte contre le réchauffement climatique, le nucléaire ne peut pas se limiter à la seule fission de l’uranium, qui se heurterait à moyen terme aux limites des réserves d'uranium. Le développement d'autres filières, en particulier les filières de la régénération, notamment par l’utilisation du plutonium, est indispensable pour donner une perspective de long terme au nucléaire. Mais la transition vers la régénération sera longue, car elle dépend des ressources en plutonium produites par les centrales du parc actuel. Le choix de la stratégie de régénération est incompatible avec la stratégie actuelle de recyclage partiel du plutonium dans les REP, sous forme de combustible MOX. Le choix entre ces deux stratégies est complexe et le contexte économique actuel est défavorable, la part du combustible dans le coût de l'électricité étant faible, mais ce choix doit être effectué avec une large anticipation du fait de la grande durée de vie des réacteurs.